# Ravbarjev dvor
 Ravbarjev dvor  (nemško  Rauberhof (Graz)) je bila poznosrednjeveška mestna hiša, ki je stala mestu sedanjega Starega Joanneuma (Lesliehofa) v Gradcu na Raubergasse 10, poleg t.i. Reckturma.  

## Zgodovina
Meščansko hišo je dal zgraditi vitez Nikolaj II. Ravbar z gradu Kravjek, kapitan v Trstu, pred letom 1490. Tega Nikolaja in njegovega brata Lenarta je cesar povzdignil v barona Plankensteinska. Najbolj bleščeč predstavnik rodbine Ravbarjev je bil verjetno Andrej Eberhard Ravbar, ki je bil cesarjev svetovalec in član dvornega vojnega sveta.
Leta 1559 pripade del posesti vključno z meščansko hišo (dvorom) v Gradcu kot dediščina baronu Sebastijanu Windischgrätzu. Od leta 1592 je lastnica Štajerska deželna komora, od 1596 Oton Hebersdorfski, od 1665 benediktinski samostan Sv. Lambrechta. Benediktinci so  zgradbo porušili in do  leta 1674 na istem mestu zgradili novo prvo mestno palačo v Gradcu, kasneje imenovano po takratnem lastniku »Lesliehof«.